# Pelmatosilpha villana
Pelmatosilpha villana är en kackerlacksart som beskrevs av Henri de Saussure och Leo Zehntner 1893. Pelmatosilpha villana ingår i släktet Pelmatosilpha och familjen storkackerlackor.
Artens utbredningsområde är Panama. Inga underarter finns listade i Catalogue of Life.